# Komet Lulin
Komet Lulin (uradna oznaka C/2007 N3 (Lulin)) je neperiodični komet, ki sta ga odkrila Ye Quanzhi in Lin Či-Šeng iz Observatorija Lulin. Najbolj viden z Zemlje je bil 24. februarja 2009, ko je dosegel prizemlje z navideznim sijem +5, pri čemer je bil oddaljen 0,411 astronomske enote. Komet je bil 23. februarja tudi blizu konjunkcije s Saturnom in predvideno je, da bo 26. in 27. februarja prešel blizu Regula v ozvezdju Leva Prav tako predvidevajo, da se bo 12. maja približal kometu Cardinal. Trenutno (26. februar 2009) se nahaja 0,412 astronomske enote stran od Zemlje v Levu in njegov navidezni sij je +5,2. Okoli 7. februarja je komet postal viden tudi s prostim očesom na temnih področjih. Med Zemljo in dvojno zvezdo Zubanalganubi je bil 6. februarja, 15./16. februarja med Zemljo in Spiko, 19. februarja med Zemljo in Porimo (γ Vir). Predvidevajo, da bo prešel med Zemljo in zvezdno kopico M44 med 4. in 5. marcem. NASA predvideva, da je kometova zelena barva posledica kombinacije plinov, ki sestavljajo kometovo atmosfero. V glavnem  naj bi to bila cjanogen in diatomični ogljik, ki ob svetlobi žarita zeleno v vesoljskem vakuumu.

## Odkritje
Komet je 11. julija 2007 prvi fotografiral astronom Lin Chi-Sheng (林啟生) s 16 palčnim daljnogledom v Observatoriju Lulin (Tajvan). Samo odkritje pa pripada 19-letnemu Ye Quanzhi (葉泉志) (Univerza Sun Yat-sen, Ljudska republika Kitajska), ki je na podlagi treh Linovih fotografij prepoznal novo telo.
Prvotno so telo označili za asteroid, a nova fotografija (nastala teden dni po odkritju) je razkrila šibko komo.
Odkritje se je zgodilo v sklopu projekta Luninovega pregleda neba (Lulin Sky Survey), ki je namenjen prepoznavanju manjših teles v Osončju, še posebej pa blizuzemeljskih teles. Komet so poimenovali po observatoriju in ga uradno označili kot Komet C/2007 N3.

## Tir kometa
Astronom Brian Marsden (Smithsonov astrofizikalni observatorij (SAO)) je izračunal, da bo Lulin 10. januarja 2009 dosegel svoje prisončje, pri čemer bo oddaljen 182 milijonov km od Sonca.
Lulinov tir je po Marsdenu skoraj parabola. Premika se na vzvratnem tiru pri zelo malo majhnem naklonu 1,6° od ekliptike.